# Svenska Aero
Svenska Aero AB var ett svenskt företag, som under åren 1921–1932 tillverkade flygplan i Gustafsson & Andersson Varvs AB :s lokaler i Lidingö.
Svenska Aero AB grundades 1921 och byggde till en början modeller från Caspar-Werke och Heinkel på licens. Företaget köptes upp av ASJA 1932.
Den tyska flygindustrin var hårt kringskuren efter första världskriget och tyska flygbolag fick inte operera med flermotoriga flygplan. Under en period var det totalförbud att tillverka flygplan. År 1921 lättade reglerna något, varvid civila flygplan fick tillverkas efter godkännande av en internationell kontrollkommission, om de uppfyllde vissa regler. För att kringgå dessa regler flyttade flera tyska flygplanstillverkare utomlands. Carl Clemens Bücker förmedlade 1921 ett köp av ett spaningsflygplan från Caspar-Werke i Travemünde. Bakgrunden var att det tyska företaget förutsåg problem med Versaillesfördragets bestämmelser om förbud av export av tyska stridsflygplan, varför det undersökte möjligheten att smuggla ut delarna och montera flygplanet i Sverige. 
För att underlätta köpet, startade Carl Clemens Bücker, med stöd av Ernst Heinkel, Svenska Aero i Lidingö 1921. Kontraktet på flygplanet överfördes från Caspar till Svenska Aero och
Heinkel och några tyska montörer flyttade tillfälligt över till Lidingö för att montera flygplanet. 
Bücker, som vid tidpunkten för företagets start var anställd av Marinens flygväsende som provflygare, slutade sin anställning för att bli VD och ende styrelsemedlem i Svenska Aero. De första flygplanen byggdes av komponenter från Caspar-Werke i Travemünde. Viss montering skedde i företagets lokaler, men flygplanen färdigställdes av Torpeddepartementet vid flottans varv i Stockholm (TDS. I själva verket kom bara roder och pontoner att tillverkas i Sverige, övriga komponenter tillverkades i hemlighet av Caspar-Werke på flera platser i Tyskland för att undgå de utländska kontrollanterna. Åren 1922–1923 flyttade företaget in i Gustafsson & Andersson Varvs AB i Skärsätra i Lidingö, eftersom företaget från Marinens flygväsende erhållit ytterligare beställningar på flygplan. Delarna till dem kom att tillverkas i Sverige av Svenska Aero, men de monterades av Torpeddepartementet vid flottans varv i Stockholm. År 1928 beställde Marinen fyra Heinkel HD 19, som var ett pontonförsett jaktplan. Den leveransen kom att bli Svenska Aeros sista licenstillverkade flygplanstyp.
I mitten av 1920-talet inrättaes en egen konstruktionsavdelning. Sven Blomberg, som tidigare varit anställd av Heinkel Flugzeugwerke, anställdes som konstruktionschef. År 1930 anslöt Anders Johan Andersson från Messerschmitt. Trots att Svenska Aero konstruerade och tillverkade sex olika modeller på egen hand, blev inte tillverkningen den framgång Bücker räknat med. Flygvapnet var bara intresserat av att köpa prototyper med tillverkningsrätt, för att själva tillverka flygplanen på sina egna verkstäder. Detta ledde till finansiella problem för företaget och Bücker bestämde sig på höstem 1932 att sälja det konkursade företaget med personal till ASJA för 250 000 kronor. Efter att företaget var sålt, återvände Bücker till Tyskland och startade Bücker Flugzeugbau. Med till Tyskland följde även Anders Johan Andersson som chefskonstruktör i det nystartade företaget. Tillsammans konstruerade de ett flertal flygplan, som kom att bli internationellt välkända, bland annat Bücker Bü 181 Bestmann och Bücker Bü 133 Jungmeister.  När andra världskriget började hösten 1939, kom Andersson tillbaka till Sverige, där han kom att leda konstruktionsarbetet på den tvåmotoriga Saab 18 och Saab 91 Safir.
Företaget tillverkades totalt 58 flygplan, varav sju exporterades till Lettland och ett till Norge. Mellan 1926 och 1932 skaffade flygvapnet 15 flygplanstype,r varav åtta kom från Svenska Aero.

## Licenstillverkade flygplanstyper
- Heinkel HE 1 Hansa Brandenburg typ 31 S 2, tidigare benämnt Caspar S.I, och typ 32
- Heinkel HE 2 Hansa Brandenburg typ 42 S 3 tidigare benämnt HE S.II (4 flygplan)
- Heinkel HE 4, Hansa Brandenburg typ 47, Svenska Aero SA-II, S 4 tidigare benämnt HE S.IIa (5 flygplan)
- Heinkel HE 5 Hansa S 5 (14 flygplan)
- Heinkel HD 19 J 4 (5 flygplan)
- Heinkel HD 24 Sk 4 (6 flygplan)
- Heinkel HD 35 Skolflygplan Sk 5 (1 flygplan)

## Konstruerade och tillverkade flygplanstyper
- Svenska Aero SA-10 Piraten Ö 7 (2 flygplan)
- Svenska Aero SA-11 Jaktfalken J 5 (1 flygplan)
- Svenska Aero SA-12 Skolfalken Sk 8 (1 flygplan)
- Svenska Aero SA-13 Övningsfalken Ö 8 (1 flygplan)
- Svenska Aero SA-14 Jaktfalken II J 6 (11 flygplan)
- Svenska Aero SA-15 Prototypflygplan S 8 tillverkningen kom att ske vid ASJA

## Flygplanstyper sålda av Svenska Aero, tillverkade av Casper/Heinkel
- Heinkel HE 3 Övningsflygplan
- Heinkel HD 14 Torpedflygplan
- Heinkel HD 16 T 1
- Heinkel HD 33